# Меномини (округ, Висконсин)
Округ Меномини (англ. Menominee County) располагается в штате Висконсин, США. Официально образован 3 июля 1959 года. По состоянию на 2010 год, численность населения составляла 4232 человека.

## География
По данным Бюро переписи США, общая площадь округа равняется 945,351 км2, из которых 927,221 км2 суша и 18,130 км2 или 2,000 % это водоемы.

## Население
По данным переписи населения 2000 года в округе проживает 4 562 жителя в составе 1 345 домашних хозяйств и 1 065 семей. Плотность населения составляет 5,00 человек на км2. На территории округа насчитывается 2 098 жилых строений, при плотности застройки около 2,00-х строений на км2. Расовый состав населения: белые — 11,57 %, афроамериканцы — 0,07 %, коренные американцы (индейцы) — 87,26 %, азиаты — 0,02 %, гавайцы — 0,33 %, представители других рас — 0,75 %, представители двух или более рас — 0,00 %. Испаноязычные составляли 2,67 % населения независимо от расы.
В составе 42,20 % из общего числа домашних хозяйств проживают дети в возрасте до 18 лет, 42,50 % домашних хозяйств представляют собой супружеские пары проживающие вместе, 26,60 % домашних хозяйств представляют собой одиноких женщин без супруга, 20,80 % домашних хозяйств не имеют отношения к семьям, 16,50 % домашних хозяйств состоят из одного человека, 6,40 % домашних хозяйств состоят из престарелых (65 лет и старше), проживающих в одиночестве. Средний размер домашнего хозяйства составляет 3,35 человека, и средний размер семьи 3,66 человека.
Возрастной состав округа: 38,90 % моложе 18 лет, 8,40 % от 18 до 24, 24,70 % от 25 до 44, 19,50 % от 45 до 64 и 19,50 % от 65 и старше. Средний возраст жителя округа 28 лет. На каждые 100 женщин приходится 97,30 мужчин. На каждые 100 женщин старше 18 лет приходится 92,30 мужчин.